# Marco Martins
Marco Martins (Lisboa, 1972) é um cineasta e encenador português com uma extensa obra no campo do cinema, teatro e artes plásticas. 

## Biografia
Formado pela Escola Superior de Teatro e Cinema do Instituto Politécnico de Lisboa em 1994, estagia na área de produção com os realizadores Wim Wenders, Manoel de Oliveira e Bertrand Tavernier. 
Entre 1994 e 1998 escreve e realiza as curtas metragens Mergulho no Ano Novo (prémio de Melhor Curta-metragem Nacional no Festival Internacional de Curtas-Metragens de Vila do Conde), No Caminho Para a Escola (prémios Melhor Curta-metragem e Melhor Realizador no VII Festival Ibérico de Cinema de Badajoz e Prémio Eixo Atlântico no Festival de Ourense).
Em 2005, a sua primeira longa-metragem, Alice, estreada no Festival de Cannes desse ano, é o filme português escolhido para candidato a candidato ao Óscar de Melhor Filme Estrangeiro.
Um ano mais tarde Marco Martins colabora com o argumentista Tonino Guerra (colaborador habitual de Michelangelo Antonioni, Fellini, Tarkovski ou Theo Angelopoulos) no filme Um Ano Mais Longo estreado na competição do Festival de Veneza de 2006.
Tal como Teresa Villaverde, Pedro Costa, Joaquim Sapinho, João Pedro Rodrigues, Manuel Mozos, entre outros, pertence à primeira leva de cineastas formados pela Escola Superior de Teatro e Cinema que desenvolve a sua actividade nos anos noventa e que, regra geral, se empenha em criar filmes de autor. Estes novos cineastas serão beneficiados, em relação à geração precedente, pelos regulamentos estatais de apoio às primeiras obras e pelos critérios que permitem continuidade na atribuição desses subsídios.
Em 2000 cria, juntamente com a actriz Beatriz Batarda, a companhia de teatro Arena Ensemble. Uma plataforma de criação onde desenvolve um trabalho com uma forte componente experimental e de cariz social. Os seus trabalhos, para palco, tem sido apresentados nos principais palcos nacionais e em festivais internacionais. Em 2018 o seu espectáculo Provisional Figures, criado com a comunidade portuguesa de Great Yarmouth,  estreou no Festival Internacional de Norwich/Norfolk. A sua mais recente criação Perfil Perdido estreou no Festival Internacional de Istambul.
Em 2011 o realizador colabora com a artista Filipa César na curta metragem Insert, parte da exposição da artista no Centro Cultural de Belém, que viria a ganhar o prémio BES PHOTO e estrear no Festival Internacional de Roterdão um ano mais tarde. 
Em 2013, Marco Martins colabora com o artista italiano «Michelangelo Pistoletto» (em italiano) na criação do filme Twenty-One-Twelve- The Day The World Didn't End estreado no Museu do Louvre e no Festival de Roma.
Em 2016 São Jorge, a sua quarta longa metragem, estreia na competição oficial do festival de Veneza onde vence o Leão de Ouro de Melhor Actor (Nuno Lopes). O filme viria a ganhar mais de trinta prémios internacionais e nacionais e a representar Portugal nos Oscares desse ano.

## Filmografia

### Cinema
- Great Yarmouth: Provisional Figures (2022)
- São Jorge (2016)
- Twenty-One-Twelve: The Day the World Didn't End (2013)
- Keep Going (2011)
- Traces of a Diary (2009 / 2010) (documentário)
- Insert (2010 / 2011) (curta-metragem)
- Como Desenhar um Círculo Perfeito (2009 / 2010)
- Um Ano Mais Longo (2006 / 2007) (curta-metragem)
- Alice (2005 / 2006)
- No Caminho para a Escola (1998) (curta-metragem)
- Clockwise (1996) (curta-metragem)
- Não Basta Ser Cruel (1995) (curta-metragem)
- Mergulho no Ano Novo (1992) (curta-metragem)

### Tv
- Sara (2018)

## Colaboradores recorrentes
| Colaborador                                             | Mergulho no Ano Novo (1993)                     | Não Basta Ser Cruel (1995)                      | No Caminho Para a Escola (1998)                 | Alice (2005)                                    | Um Ano Mais Longo (2006)                        | How to Draw a Perfect Circle (2009)             | Traces of a Diary (2011)                        | Twenty-One-Twelve (2013)                        | São Jorge (2016)                                | Sara (2018)                                     | Total                                           |
| Membros de elenco frequentes (3 ou mais filmes)         | Membros de elenco frequentes (3 ou mais filmes) | Membros de elenco frequentes (3 ou mais filmes) | Membros de elenco frequentes (3 ou mais filmes) | Membros de elenco frequentes (3 ou mais filmes) | Membros de elenco frequentes (3 ou mais filmes) | Membros de elenco frequentes (3 ou mais filmes) | Membros de elenco frequentes (3 ou mais filmes) | Membros de elenco frequentes (3 ou mais filmes) | Membros de elenco frequentes (3 ou mais filmes) | Membros de elenco frequentes (3 ou mais filmes) | Membros de elenco frequentes (3 ou mais filmes) |
| ------------------------------------------------------- | ----------------------------------------------- | ----------------------------------------------- | ----------------------------------------------- | ----------------------------------------------- | ----------------------------------------------- | ----------------------------------------------- | ----------------------------------------------- | ----------------------------------------------- | ----------------------------------------------- | ----------------------------------------------- | ----------------------------------------------- |
| Beatriz Batarda                                         |                                                 |                                                 |                                                 | Yes                                             |                                                 | Yes                                             |                                                 |                                                 | Yes                                             | Yes                                             | 4                                               |
| Nuno Lopes                                              |                                                 |                                                 |                                                 | Yes                                             |                                                 |                                                 |                                                 |                                                 | Yes                                             | Yes                                             | 3                                               |
| Carla Maciel                                            |                                                 |                                                 |                                                 | Yes                                             |                                                 | Yes                                             |                                                 |                                                 | Yes                                             | Yes                                             | 4                                               |
| Gonçalo Waddington                                      |                                                 |                                                 |                                                 | Yes                                             | Yes                                             |                                                 |                                                 |                                                 | Yes                                             |                                                 | 3                                               |
| Membros de equipa técnica frequentes (3 ou mais filmes) |                                                 |                                                 |                                                 |                                                 |                                                 |                                                 |                                                 |                                                 |                                                 |                                                 |                                                 |
| Maria Almeida Nani (Caracterização)                     |                                                 |                                                 |                                                 | Yes                                             |                                                 |                                                 |                                                 |                                                 | Yes                                             | Yes                                             | 3                                               |
| João Braz (Edição)                                      | Yes                                             | Yes                                             |                                                 | Yes                                             |                                                 | Yes                                             |                                                 |                                                 |                                                 |                                                 | 4                                               |
| Mariana Gaivão (Edição)                                 |                                                 |                                                 |                                                 |                                                 |                                                 |                                                 | Yes                                             | Yes                                             | Yes                                             |                                                 | 3                                               |
| Hugo Leitão (Música)                                    |                                                 |                                                 |                                                 |                                                 |                                                 |                                                 | Yes                                             | Yes                                             | Yes                                             |                                                 | 3                                               |
| Luís Lisboa (Assistente de realização)                  |                                                 |                                                 |                                                 |                                                 | Yes                                             | Yes                                             | Yes                                             |                                                 |                                                 |                                                 | 3                                               |
| Carlos Lopes (Cinematografia)                           |                                                 |                                                 |                                                 | Yes                                             | Yes                                             | Yes                                             |                                                 |                                                 | Yes                                             | Yes                                             | 5                                               |
| Nuno Malo (Música)                                      |                                                 |                                                 |                                                 |                                                 | Yes                                             |                                                 |                                                 |                                                 | Yes                                             | Yes                                             | 3                                               |
| Branko Neskov (Mistura de som)                          |                                                 |                                                 | Yes                                             | Yes                                             |                                                 | Yes                                             |                                                 |                                                 |                                                 |                                                 | 3                                               |
| Artur Pinheiro (Decoração)                              |                                                 |                                                 |                                                 | Yes                                             | Yes                                             | Yes                                             |                                                 |                                                 |                                                 |                                                 | 3                                               |

## Prémios e Festivais
| Filme                                                  | Prémio                                                            | Festivais                                               |          |
| Sara (2018)                                            | Television - Fiction                                              | Autores Awards, Portugal                                | Vencedor |
| Sara (2018)                                            | Best Series or TV Movie                                           | Portuguese Film Academy Sophia Awards                   | Vencedor |
| Sara (2018)                                            | Best Series                                                       | Tropheus TV 7 Dias                                      | Nomeado  |
| Sara (2018)                                            | Best Actor                                                        | Tropheus TV 7 Dias                                      | Nomeado  |
| Sara (2018)                                            | Best Actress                                                      | Tropheus TV 7 Dias                                      | Nomeado  |
| Sara (2018)                                            | Best Supporting Actress                                           | Tropheus TV 7 Dias                                      | Nomeado  |
| São Jorge (2016)                                       | Venice Horizons Award - Best Actor                                | Venice Film Festival                                    | Vencedor |
| São Jorge (2016)                                       | Venice Horizons Award - Best Film                                 | Venice Film Festival                                    | Nomeado  |
| São Jorge (2016)                                       | Best Original Screenplay                                          | Portuguese Film Academy Sophia Awards                   | Vencedor |
| São Jorge (2016)                                       | Best Director                                                     | Portuguese Film Academy Sophia Awards                   | Vencedor |
| São Jorge (2016)                                       | Best Film                                                         | Portuguese Film Academy Sophia Awards                   | Vencedor |
| São Jorge (2016)                                       | Best Cinematography                                               | Portuguese Film Academy Sophia Awards                   | Vencedor |
| São Jorge (2016)                                       | Best Actor                                                        | Portuguese Film Academy Sophia Awards                   | Vencedor |
| São Jorge (2016)                                       | Best Art Direction                                                | Portuguese Film Academy Sophia Awards                   | Vencedor |
| São Jorge (2016)                                       | Best Supporting Actor                                             | Portuguese Film Academy Sophia Awards                   | Vencedor |
| São Jorge (2016)                                       | Best Actress                                                      | Portuguese Film Academy Sophia Awards                   | Nomeado  |
| São Jorge (2016)                                       | Best Original Music                                               | Portuguese Film Academy Sophia Awards                   | Nomeado  |
| São Jorge (2016)                                       | Best Sound                                                        | Portuguese Film Academy Sophia Awards                   | Nomeado  |
| São Jorge (2016)                                       | Best Supporting Actress                                           | Portuguese Film Academy Sophia Awards                   | Nomeado  |
| São Jorge (2016)                                       | Best Supporting Actor                                             | Portuguese Film Academy Sophia Awards                   | Nomeado  |
| São Jorge (2016)                                       | Best Make-Up                                                      | Portuguese Film Academy Sophia Awards                   | Nomeado  |
| São Jorge (2016)                                       | Best Editing                                                      | Portuguese Film Academy Sophia Awards                   | Nomeado  |
| São Jorge (2016)                                       | Portuguese Nomination                                             | Academy of Motion Picture Arts and Sciences (Oscars)    | Nomeado  |
| São Jorge (2016)                                       | Best Screenplay                                                   | Autores Awards, Portugal                                | Vencedor |
| São Jorge (2016)                                       | Best Film                                                         | Autores Awards, Portugal                                | Vencedor |
| São Jorge (2016)                                       | Best Actor                                                        | Autores Awards, Portugal                                | Vencedor |
| São Jorge (2016)                                       | Best Movie                                                        | Golden Globes, Portugal                                 | Vencedor |
| São Jorge (2016)                                       | Best Actor                                                        | Golden Globes, Portugal                                 | Vencedor |
| São Jorge (2016)                                       | Best Supporting Actor                                             | Golden Globes, Portugal                                 | Nomeado  |
| São Jorge (2016)                                       | Portuguese Nomination                                             | Goya Awards                                             | Nomeado  |
| São Jorge (2016)                                       | Sydney Film Festival                                              |                                                         |          |
| São Jorge (2016)                                       | Chicago International Film Festival                               |                                                         |          |
| São Jorge (2016)                                       | Best Director                                                     | International Film Festival & Awards Macau              | Vencedor |
| São Jorge (2016)                                       | Best Actor                                                        | International Film Festival & Awards Macau              | Vencedor |
| São Jorge (2016)                                       | Best Movie                                                        | International Film Festival & Awards Macau              | Nomeado  |
| São Jorge (2016)                                       | Mostra de Cinema de São Paulo                                     |                                                         |          |
| São Jorge (2016)                                       | Buenos Aires Film Festival                                        |                                                         |          |
| São Jorge (2016)                                       | Dubai International Film Festival                                 |                                                         |          |
| São Jorge (2016)                                       | Thessaloniki International Film Festival                          |                                                         |          |
| São Jorge (2016)                                       | Performance Leading Role                                          | Screen Actors GDA Foundation                            | Vencedor |
| São Jorge (2016)                                       | Prix Sauvage - Best Feature Film                                  | Festival of European Films in Paris                     | Nomeado  |
| São Jorge (2016)                                       | Prague Febiofest                                                  |                                                         |          |
| São Jorge (2016)                                       | Hong Kong European FF                                             |                                                         |          |
| São Jorge (2016)                                       | International Film Festival of Panama                             |                                                         |          |
| São Jorge (2016)                                       | Barcelona International Auteur Film Festival                      |                                                         |          |
| São Jorge (2016)                                       | Krakow Off Camera                                                 |                                                         |          |
| São Jorge (2016)                                       | Film Festival Munich                                              |                                                         |          |
| São Jorge (2016)                                       | Tbilissi Film Festival                                            |                                                         |          |
| São Jorge (2016)                                       | Goa Film Festival                                                 |                                                         |          |
| São Jorge (2016)                                       | Copenhagen CPH PIX                                                |                                                         |          |
| São Jorge (2016)                                       | Venice in Napoles Film Festival                                   |                                                         |          |
| São Jorge (2016)                                       | 20 Semaine du Cinema Lusophone                                    |                                                         |          |
| São Jorge (2016)                                       | Don Quijote Award                                                 | Coimbra Caminhos do Cinema Português                    | Vencedor |
| São Jorge (2016)                                       | Best Actor                                                        | Coimbra Caminhos do Cinema Português                    | Vencedor |
| São Jorge (2016)                                       | Best Supporting Actor                                             | Coimbra Caminhos do Cinema Português                    | Vencedor |
| São Jorge (2016)                                       | Top Ten of the Year (National Competition)                        | CinEuphoria Awards                                      | Vencedor |
| São Jorge (2016)                                       | Audience Award - Top Ten of the Year                              | CinEuphoria Awards                                      | Vencedor |
| São Jorge (2016)                                       | Best Film (National Competition)                                  | CinEuphoria Awards                                      | Vencedor |
| São Jorge (2016)                                       | Best Actor                                                        | CinEuphoria Awards                                      | Vencedor |
| São Jorge (2016)                                       | Best Screenplay (National Competition)                            | CinEuphoria Awards                                      | Nomeado  |
| São Jorge (2016)                                       | Best Director (National Competition)                              | CinEuphoria Awards                                      | Nomeado  |
| São Jorge (2016)                                       | Best Trailer (National Competition)                               | CinEuphoria Awards                                      | Nomeado  |
| São Jorge (2016)                                       | Best Poster (National Competition)                                | CinEuphoria Awards                                      | Nomeado  |
| São Jorge (2016)                                       | Best Special Effects (National Competition)                       | CinEuphoria Awards                                      | Nomeado  |
| São Jorge (2016)                                       | Best Make-Up (National Competition)                               | CinEuphoria Awards                                      | Nomeado  |
| São Jorge (2016)                                       | Best Art Direction (National Competition)                         | CinEuphoria Awards                                      | Nomeado  |
| São Jorge (2016)                                       | Best Original Music (National Competition)                        | CinEuphoria Awards                                      | Nomeado  |
| São Jorge (2016)                                       | Best Cinematography (National Competition)                        | CinEuphoria Awards                                      | Nomeado  |
| São Jorge (2016)                                       | Best Editing (National Competition)                               | CinEuphoria Awards                                      | Nomeado  |
| São Jorge (2016)                                       | Best Ensemble (National Competition)                              | CinEuphoria Awards                                      | Nomeado  |
| São Jorge (2016)                                       | Best Supporting Actress (National Competition)                    | CinEuphoria Awards                                      | Nomeado  |
| São Jorge (2016)                                       | Best Supporting Actor (National Competition)                      | CinEuphoria Awards                                      | Nomeado  |
| São Jorge (2016)                                       | Jury Award - Best Film                                            | Áquila Awards                                           | Nomeado  |
| São Jorge (2016)                                       | Jury Award - Best Director                                        | Áquila Awards                                           | Nomeado  |
| São Jorge (2016)                                       | Jury Award - Best Actor                                           | Áquila Awards                                           | Nomeado  |
| São Jorge (2016)                                       | Jury Award - Best Supporting Actor                                | Áquila Awards                                           | Nomeado  |
| Twenty One Twelve: The Day the World Didn’t End (2013) | Official Competition                                              | Festival de Roma                                        |          |
| Twenty One Twelve: The Day the World Didn’t End (2013) | Official Competition                                              | DocLisboa                                               |          |
| Twenty One Twelve: The Day the World Didn’t End (2013) | Louvre Museum                                                     |                                                         |          |
| Insert (2010 / 2011) (co-directed Filipa César)        |                                                                   | International Film Festival Rotterdam                   |          |
| Insert (2010 / 2011) (co-directed Filipa César)        | Best Director                                                     | IndieLisboa Festival Internacional de Cinema            | Vencedor |
| Insert (2010 / 2011) (co-directed Filipa César)        | Festival de Cinema Luso-Brasileiro                                |                                                         |          |
| Insert (2010 / 2011) (co-directed Filipa César)        | Femina – International Women’s Film Festival                      |                                                         |          |
| Insert (2010 / 2011) (co-directed Filipa César)        | Rencontres Audiovisuelles Lille International Short Film Festival |                                                         |          |
| Insert (2010 / 2011) (co-directed Filipa César)        | Vila do Conde International Short Film Festival                   |                                                         |          |
| Insert (2010 / 2011) (co-directed Filipa César)        | EUNIC Stockholm Kulturhuset                                       |                                                         |          |
| Insert (2010 / 2011) (co-directed Filipa César)        | BES Photo 2010 Award                                              | BES Photo 2010                                          | Vencedor |
| Insert (2010 / 2011) (co-directed Filipa César)        | Bienal de São Paulo                                               |                                                         |          |
| Keep Going (2011) Documentary                          |                                                                   | DocLisboa                                               |          |
| Traces of a Diary (2009 / 2010)                        | Jury International Award Honorable Mention                        | Documenta Madrid                                        | Vencedor |
| Traces of a Diary (2009 / 2010)                        | Goteborg Film Festival                                            |                                                         |          |
| Traces of a Diary (2009 / 2010)                        | Experimental Film Competition                                     | Traverse City Film Festival                             |          |
| Traces of a Diary (2009 / 2010)                        | Bradford International Film Festival                              |                                                         |          |
| Traces of a Diary (2009 / 2010)                        | 5ª Mostra do Documentário Português Panorama                      |                                                         |          |
| Traces of a Diary (2009 / 2010)                        | Transilvania International Film Festival                          |                                                         |          |
| Traces of a Diary (2009 / 2010)                        | National Competition                                              | IndieLisboa Festival Internacional de Cinema            |          |
| Traces of a Diary (2009 / 2010)                        | Art International Competition                                     | Era New Horizons                                        |          |
| Traces of a Diary (2009 / 2010)                        | Rio de Janeiro International Festival                             |                                                         |          |
| Traces of a Diary (2009 / 2010)                        | Mountain Film Festival                                            |                                                         |          |
| Traces of a Diary (2009 / 2010)                        | Kaliningrad European Union Film Festival                          |                                                         |          |
| Traces of a Diary (2009 / 2010)                        | 32nd Noorderlijk Film Festival                                    |                                                         |          |
| Traces of a Diary (2009 / 2010)                        | Mostra Foto Cine Rio de Janeiro                                   |                                                         |          |
| Como Desenhar um Círculo Perfeito (2009 / 2010)        | Andorinha Trophy Best Music                                       | CinePort – Portuguese Speaking Countries’ Film Festival | Vencedor |
| Como Desenhar um Círculo Perfeito (2009 / 2010)        | Andorinha Trophy Best Actress                                     | CinePort – Portuguese Speaking Countries’ Film Festival | Nomeado  |
| Como Desenhar um Círculo Perfeito (2009 / 2010)        | Best Director (National Competition)                              | CinEuphoria Awards                                      | Vencedor |
| Como Desenhar um Círculo Perfeito (2009 / 2010)        | Best Film                                                         | Golden Globes, Portugal                                 | Nomeado  |
| Como Desenhar um Círculo Perfeito (2009 / 2010)        | Best Actor                                                        | Golden Globes, Portugal                                 | Nomeado  |
| Como Desenhar um Círculo Perfeito (2009 / 2010)        | IndieLisboa Festival Internacional de Cinema                      |                                                         |          |
| Como Desenhar um Círculo Perfeito (2009 / 2010)        | Kaliningrad European Union Film Festival                          |                                                         |          |
| Como Desenhar um Círculo Perfeito (2009 / 2010)        | Best Supporting Actress                                           | Coimbra Caminhos do Cinema Português                    | Vencedor |
| Como Desenhar um Círculo Perfeito (2009 / 2010)        | Best Art Direction                                                | Coimbra Caminhos do Cinema Português                    | Vencedor |
| Como Desenhar um Círculo Perfeito (2009 / 2010)        | Best Original Score                                               | Coimbra Caminhos do Cinema Português                    | Vencedor |
| Como Desenhar um Círculo Perfeito (2009 / 2010)        | Best Film                                                         | Coimbra Caminhos do Cinema Português                    | Nomeado  |
| Como Desenhar um Círculo Perfeito (2009 / 2010)        | European Union Film Festival                                      |                                                         |          |
| Como Desenhar um Círculo Perfeito (2009 / 2010)        | Special Jury Prize Ensemble Acting                                | Rio de Janeiro International Film Festival              | Vencedor |
| Como Desenhar um Círculo Perfeito (2009 / 2010)        | Shooting Star Award                                               | Estoril Film Festival                                   | Vencedor |
| Como Desenhar um Círculo Perfeito (2009 / 2010)        | Puchon International Film Festival                                |                                                         |          |
| Como Desenhar um Círculo Perfeito (2009 / 2010)        | Muestra de Cine Português                                         |                                                         |          |
| Um Ano Mais Longo (2006 / 2007)                        | Official Competition                                              | Venice Film Festival                                    |          |
| Um Ano Mais Longo (2006 / 2007)                        | Lisbon Village Festival                                           |                                                         |          |
| Um Ano Mais Longo (2006 / 2007)                        | Toulouse Latin American Film Festival                             |                                                         |          |
| Alice (2005 / 2006)                                    | Prix Regards Jeune Best Feature Film                              | Cannes Film Festival                                    | Vencedor |
| Alice (2005 / 2006)                                    | C.I.C.A.E.                                                        | Cannes Film Festival                                    | Nomeado  |
| Alice (2005 / 2006)                                    | Golden Camera                                                     | Cannes Film Festival                                    | Nomeado  |
| Alice (2005 / 2006)                                    | Best Director                                                     | Mar del Plata Film Festival                             | Vencedor |
| Alice (2005 / 2006)                                    | FIPRESCI                                                          | Mar del Plata Film Festival                             | Vencedor |
| Alice (2005 / 2006)                                    | ADF Cinematography Award                                          | Mar del Plata Film Festival                             | Vencedor |
| Alice (2005 / 2006)                                    | Best Film (International Competition)                             | Mar del Plata Film Festival                             | Nomeado  |
| Alice (2005 / 2006)                                    | European Discovery – Fassbinder Award                             | European Film Awards                                    | Nomeado  |
| Alice (2005 / 2006)                                    | Best Director                                                     | London Raindance Film Festival                          | Vencedor |
| Alice (2005 / 2006)                                    | Best Actor                                                        | Berlin International Film Festival Shooting stars       |          |
| Alice (2005 / 2006)                                    | European Union Film Festival, China                               |                                                         |          |
| Alice (2005 / 2006)                                    | Kaliningrad European Union Film Festival                          |                                                         |          |
| Alice (2005 / 2006)                                    | IFFI Goa                                                          |                                                         |          |
| Alice (2005 / 2006)                                    | Top Films of the Decade (National Competition)                    | CinEuphoria Awards                                      | Vencedor |
| Alice (2005 / 2006)                                    | Best Latin-American Film                                          | Ariel Awards, México                                    | Nomeado  |
| Alice (2005 / 2006)                                    | Best New Director                                                 | Las Palmas Film Festival                                | Vencedor |
| Alice (2005 / 2006)                                    | Best Foreign Film                                                 | The Oscars                                              | Nomeado  |
| Alice (2005 / 2006)                                    | Best movie                                                        | Golden Globes, Portugal                                 | Vencedor |
| Alice (2005 / 2006)                                    | Best Actor                                                        | Golden Globes, Portugal                                 | Vencedor |
| Alice (2005 / 2006)                                    | Best Actress                                                      | Golden Globes, Portugal                                 | Nomeado  |
| Alice (2005 / 2006)                                    | Best Film                                                         | Coimbra Caminhos do Cinema Português                    | Vencedor |
| Alice (2005 / 2006)                                    | Best Director                                                     | CinePort – Portuguese Speaking Countries’ Film Festival | Vencedor |
| Alice (2005 / 2006)                                    | Best Editing                                                      | CinePort – Portuguese Speaking Countries’ Film Festival | Vencedor |
| Alice (2005 / 2006)                                    | Best Cinematography                                               | CinePort – Portuguese Speaking Countries’ Film Festival | Vencedor |
| Alice (2005 / 2006)                                    | Best Soundtrack                                                   | CinePort – Portuguese Speaking Countries’ Film Festival | Vencedor |
| Alice (2005 / 2006)                                    | Best Cinematography                                               | Festival de Cinema Mediterrâneo                         | Vencedor |
| Alice (2005 / 2006)                                    | Candidato Português                                               | Luís Buñuel Award                                       |          |
| Alice (2005 / 2006)                                    | Febiofest                                                         |                                                         |          |
| Alice (2005 / 2006)                                    | 1000.000 Retinas                                                  |                                                         |          |
| Alice (2005 / 2006)                                    | Jeonju International Film Festival                                |                                                         |          |
| Alice (2005 / 2006)                                    | Best Director                                                     | Festival de Cinema Luso Brasileiro                      | Vencedor |
| Alice (2005 / 2006)                                    | Best Actor                                                        | Festival de Cinema Luso Brasileiro                      | Vencedor |
| Alice (2005 / 2006)                                    | Official Competition                                              | Lubliana Film Festival                                  |          |
| Alice (2005 / 2006)                                    | Official Competition                                              | Taiwan Film Festival                                    |          |
| Alice (2005 / 2006)                                    | Danish Film Institute                                             |                                                         |          |
| Alice (2005 / 2006)                                    | Taipei Golden Horse Film Festival                                 |                                                         |          |
| Alice (2005 / 2006)                                    | Haifa International Film Festival                                 |                                                         |          |
| Alice (2005 / 2006)                                    | Official Competition                                              | Festival do Rio de Janeiro                              |          |
| Alice (2005 / 2006)                                    | Official Competition                                              | Provincetown Film Festival                              |          |
| Alice (2005 / 2006)                                    | Official Competition                                              | New York Tribeca Film Festival                          |          |
| Alice (2005 / 2006)                                    | BFI – London Psychology Film Festival                             |                                                         |          |
| Alice (2005 / 2006)                                    | Havana Internacional Film Festival                                |                                                         |          |
| Alice (2005 / 2006)                                    | MK2 Paris Festival Mostra de Novo Cinema Português                |                                                         |          |
| No Caminho para a Escola (1998)                        | Eixo Atlântico Award Best Film                                    | Ourense Independent Film Festival                       | Vencedor |
| No Caminho para a Escola (1998)                        | Best Film                                                         | Iberia Film Festival                                    | Vencedor |
| No Caminho para a Escola (1998)                        | Best Director                                                     | Iberia Film Festival                                    | Vencedor |
| Mergulho no Ano Novo (1992)                            | Best Film (National Competition)                                  | Vila do Conde International Short Film Festival         | Vencedor |
| Mergulho no Ano Novo (1992)                            | Tel-Aviv International Film Festival                              |                                                         |          |
| Mergulho no Ano Novo (1992)                            | Valencia Film                                                     |                                                         |          |
| Mergulho no Ano Novo (1992)                            | Festival Cinema Juve’95                                           |                                                         |          |
| Mergulho no Ano Novo (1992)                            | Toulouse Film Festival                                            |                                                         |          |